# Ellen Wiegers
Ellen Wiegers, née le 1er mai 1980 à Hengelo, est une patineuse de vitesse sur piste courte néerlandaise.

## Biographie
Elle participe aux Jeux olympiques de 1998 : elle arrive en neuvième position du 1 000 mètres et sixième au relais.